# 니컬러스 번스
로버트 니콜라스 번스(Robert Nicholas Burns, 1956년 1월 28일 ~ )는 미국의 외교관이자 국제 관계 학자이다. 그는 2022년부터 2025년까지 주중국 미국 대사를 지냈다.
번스는 국무부에서 25년간 경력을 쌓았으며 정무차관을 지냈다. 조지 W. 부시 대통령에 의해 지명된 그는 2005년 3월 17일 상원의 인준을 받았고, 콘돌리자 라이스 국무장관에 의해 취임 선서를 했다. 차관으로서 그는 세계 각 지역의 미국 정책을 담당하는 국들을 감독했으며, 국무부에서 고위 외교관 직책을 맡았다. 그는 2008년 4월 30일 은퇴했다. 그는 2008년 여름 우드로 윌슨 국제학자 센터의 객원 학자였다.
조 바이든 대통령은 2021년 8월 번스를 주중국 대사로 지명했다. 그는 2021년 12월 16일 상원에서 75대 18로 인준을 받았다. 그는 2022년 4월 1일 신임장을 제정했다.

## 초기 생애 및 교육
번스는 버펄로, 뉴욕에서 태어나 웰즐리, 매사추세츠에서 자랐다. 번스는 웰즐리 고등학교를 다녔고, 1973년 미국 야전 서비스 프로그램으로 룩셈부르크에서 유학했다. 그는 보스턴 칼리지에서 유럽 역사에 집중하여 역사학 학사 학위를 취득했다. 그는 또한 파리 대학교에서 유학했다. 그는 1980년 존스 홉킨스 폴 H. 니츠 고등국제학대학에서 국제 경제, 미국 외교 정책, 아프리카에 집중하여 국제 관계학 석사 학위를 취득했다.
그는 프랑스어, 아랍어, 그리스어, 영어를 구사한다.

## 경력
외교관이 되기 전, 번스는 제3세계 국가들에 대한 경제 지원을 전문으로 하는 비영리 단체인 A.T. 인터내셔널에서 프로그램 담당관으로 일했다.

### 미국 외교관
번스는 외교관 경력을 아프리카와 중동에서 시작했다. 그는 누악쇼트, 모리타니의 미국 대사관에서 인턴으로 일했고, 1983년부터 1985년까지 카이로, 이집트에서 부영사이자 대사의 보좌관을 지냈으며, 이후 1985년부터 1987년까지 예루살렘 주미 영사관의 정치 담당관으로 일했다. 이곳에서 그의 둘째 딸 엘리자베스는 1986년에 태어났다. 이 직책에서 그는 동예루살렘을 포함한 서안 지구의 팔레스타인인 인구에 대한 미국의 경제 지원을 조율했다.
조지 H. W. 부시 대통령 재임 시, 그는 소련 담당 국장을 지냈고, 1991년 소련의 붕괴 이후에는 러시아 담당 국장을 지냈다. 이 기간 동안 그는 모든 미-소 정상회담과 수많은 다른 국제 회의에 참석했으며 경제 지원 문제, 러시아 및 우크라이나와의 미 관계, 발트해 국가들과의 관계를 전문적으로 다뤘다. 그는 1988년 국무부 전환 팀의 일원이었고, 1987-1988년 국무부 작전 센터 및 사무국의 참모 장교로 근무했다.
번스는 5년(1990년~1995년) 동안 백악관의 국가안전보장회의 직원으로 근무했다. 그는 빌 클린턴 대통령의 특별 보좌관이자 러시아, 우크라이나, 유라시아 문제 담당 선임 국장이었다. 그는 백악관에서 전 소련의 15개국과의 미국 관계의 모든 측면에 대해 대통령에게 조언하는 주된 책임을 맡았다.
1995년부터 1997년까지 번스는 국무부 대변인이자 워런 크리스토퍼 국무장관과 매들린 올브라이트 장관의 공보 담당 대행 차관보였다. 이 직책에서 그는 미국 외교 정책 문제에 대한 일일 기자 회견을 열었고, 두 국무장관의 모든 해외 여행에 동행했으며, 국무부의 모든 대국민 홍보 프로그램을 조율했다.
1997년부터 2001년까지 번스는 주그리스 미국 대사였다. 대사 재임 기간 동안 미국은 그리스와의 군사 및 법 집행 협력을 확대하고, 발칸반도에서의 파트너십을 강화했으며, 무역 투자 및 인적 교류 프로그램을 늘렸다.
번스는 2003년 이라크 침공을 지지했다. 그의 마지막 임무 전, 번스는 북대서양 조약 기구 주재 미국 상임 대표였다. NATO 대사로서 그는 이라크, 아프가니스탄, 그리고 테러와의 세계 전쟁에서 동맹이 새로운 임무를 수행하고 7개의 새로운 회원국을 받아들였을 때, 국무부와 국방부가 연합한 미국 NATO 대표부를 이끌었다.
2008년 1월 18일, 번스는 2008년 3월에 외교관직에서 은퇴한다고 발표했다. 이유는 가족 문제와 정부 외부에서 다른 기회를 추구하기 위함이었다. 백악관 언론 성명은 번스가 미국-인도 평화 원자력 협력법을 마무리하는 데 있어 미국 특사로서 자문 역할을 계속할 것이라고 밝혔다.

### 민간 서비스
정부직을 떠난 후 번스는 국제 비즈니스 컨설팅 회사인 코헨 그룹에서 일하기 시작했다.
하버드 케네디 스쿨에서 번스는 외교, 미국 외교 정책, 국제 정치에 관한 과목을 가르쳤다. 그는 외교를 강력히 옹호하며, 미국이 "이란과의 협상 테이블에 앉기 위해 매우 강력한 노력을 기울여야 한다"고 주장했다. 번스는 또한 강연회에서 활발한 연설가이며 2013년에는 올드 도미니언 대학교에서 그 해의 왈도 가족 국제 관계 강연 시리즈에서 강연을 했다.
번스는 NSA 내부고발자인 에드워드 스노든을 배신자라고 말했다. "그는 중국과 러시아로 갔다. 그래서 나는 스노든을 싫어한다." 2012년 벵가지 테러에 대해 번스는 힐러리 클린턴 국무장관을 변호하며 "벵가지가 정치화되는 것은 불쾌하다"고 말했다. 그는 힐러리 클린턴의 대통령 선거 운동을 지지했다.
번스는 조 바이든 2020년 대통령 선거 운동의 외교 정책 고문이었고, 힐러리 클린턴 2016년 대통령 선거 운동의 비공식 고문이었다. 부시 행정부의 고문으로서 번스는 이라크 전쟁을 지지했지만, 오늘날 그는 그것을 "상당히 심각한 실수"라고 부른다. 그는 외교 정책 전문가들의 포럼인 아스펜 전략 그룹의 이사이다.
번스는 또한 골드만삭스, 뱅크 오브 아메리카, 스테이트 스트리트, 시티은행, 하니웰, 그리고 여러 다른 기업, 대학, 협회 직원들을 위해 컨설팅을 제공하고 유료 강연을 했다. 2025년, 그는 워싱턴 스피커스 뷰로의 독점 강연자로 계약했다.

### 주중국 대사

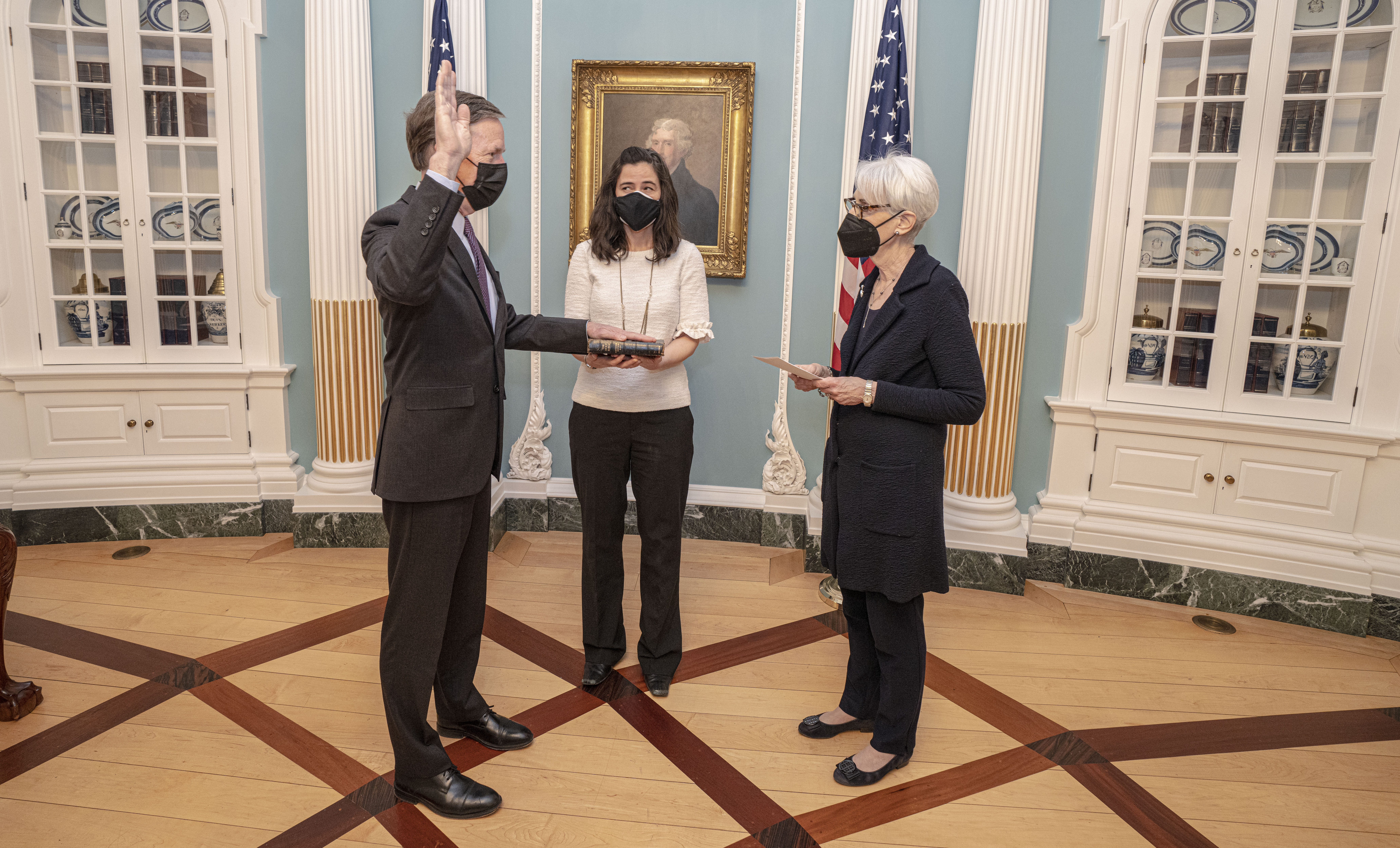
2022년 1월 웬디 셔먼 국무부 부장관이 중국 대사로 번스에게 선서하게 하다

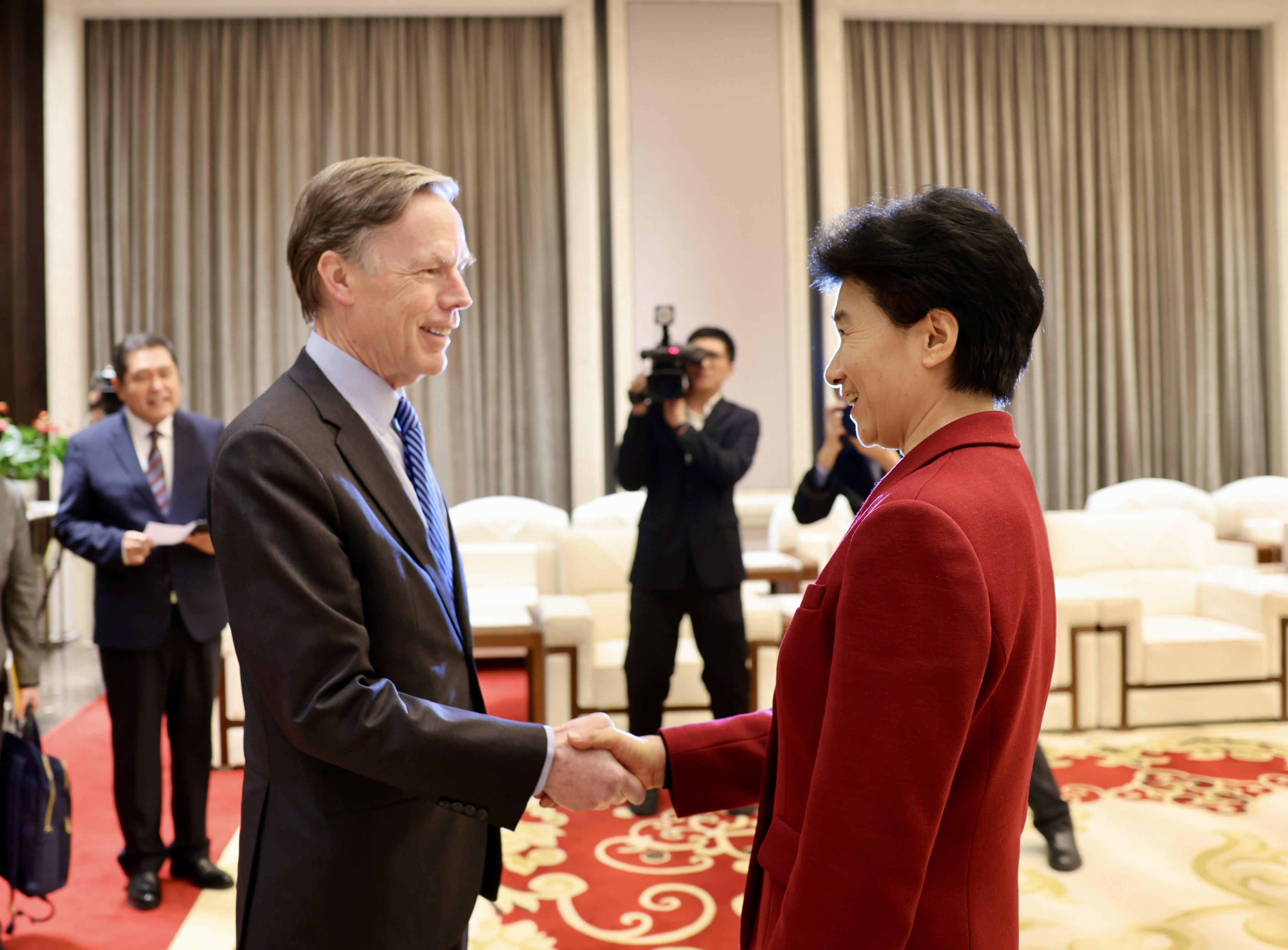
2024년 2월 량후이링 헤이룽장성 성장과 만나는 번스

2021년 8월, 번스는 바이든 행정부에 의해 주중국 대사로 지명되었다. 상원 외교위원회는 2021년 10월 20일 그의 지명에 대한 청문회를 개최했다. 위원회는 2021년 11월 3일 그의 지명을 상원 본회의에 긍정적으로 보고했다. 공화당 상원의원 마코 루비오는 중국에서의 사업 관계를 이유로 번스의 지명을 저지했다.
번스는 2021년 12월 16일 상원에서 75대 18로 인준을 받았다. 그는 2022년 4월 1일 왕이 중국 외교부장에게 신임장을 제정했다. 그는 또한 2023년 4월 25일 시진핑 중국 국가주석에게 신임장을 제정했다.
번스는 2023년 6월 미국과 중국 고위 관리들, 특히 앤터니 블링컨 미국 국무장관과 친강 중국 외교부장 간의 회담에 참여했다. 이 회담은 2023년 2월 미국이 중국의 고고도 비행체를 격추한 이후 등 지난 몇 년간 양자 관계가 악화된 후 외교 통신을 재건하는 것을 목표로 했다.

#### 이메일 유출
2023년 7월, 번스의 이메일 계정이 중국 정부에 의한 마이크로소프트 이메일 유출 사건으로 해킹되었다고 보고되었다.
2025년 2월 3일, 코헨 그룹은 번스가 2025년 2월 17일에 부의장으로 다시 합류할 것이라고 발표했다.

## 개인 생활
번스와 그의 아내 엘리자베스 베일리스 사이에는 세 딸과 두 명의 손주가 있다.

## 회원 활동
번스는 외교협회, 삼극 위원회, 미국 외교 아카데미, 미국 예술 과학 아카데미, 성 요한 기사단, 아메리카 어브로드 미디어 자문 위원회, 그리고 레드삭스 네이션의 평생 회원이다.

## 출판물

### 기사
- 정원사로서의 외교관, Foreign Affairs, 2021년 2월 19일[27]
- 팬데믹 시대에 이끄는 방법, Foreign Affairs, 2020년 3월 25일[28]
- 인도로 가는 길, Foreign Affairs, 2014년 8월 11일[29]
- 인도와의 미국의 전략적 기회, Foreign Affairs, 2007년 11월 1일[30]

## 수상
- 15개의 명예 학위
- 대통령 공로 훈장
- 국무장관 공로 훈장
- 2017년 보스턴 칼리지 이그나티안상
- 2016년 뉴잉글랜드 협의회 올해의 뉴잉글랜드인상
- 존스 홉킨스 대학교 우드로 윌슨 공공 서비스상
- 보스턴 칼리지 동문 공로상
- 터프츠 대학교 장 메이어 글로벌 시민상
- 조지타운 대학교 트레이너 외교상
- 1997년 국정 홍보 담당자 협회 올해의 소통가상.